# Allegro (portal internetowy)

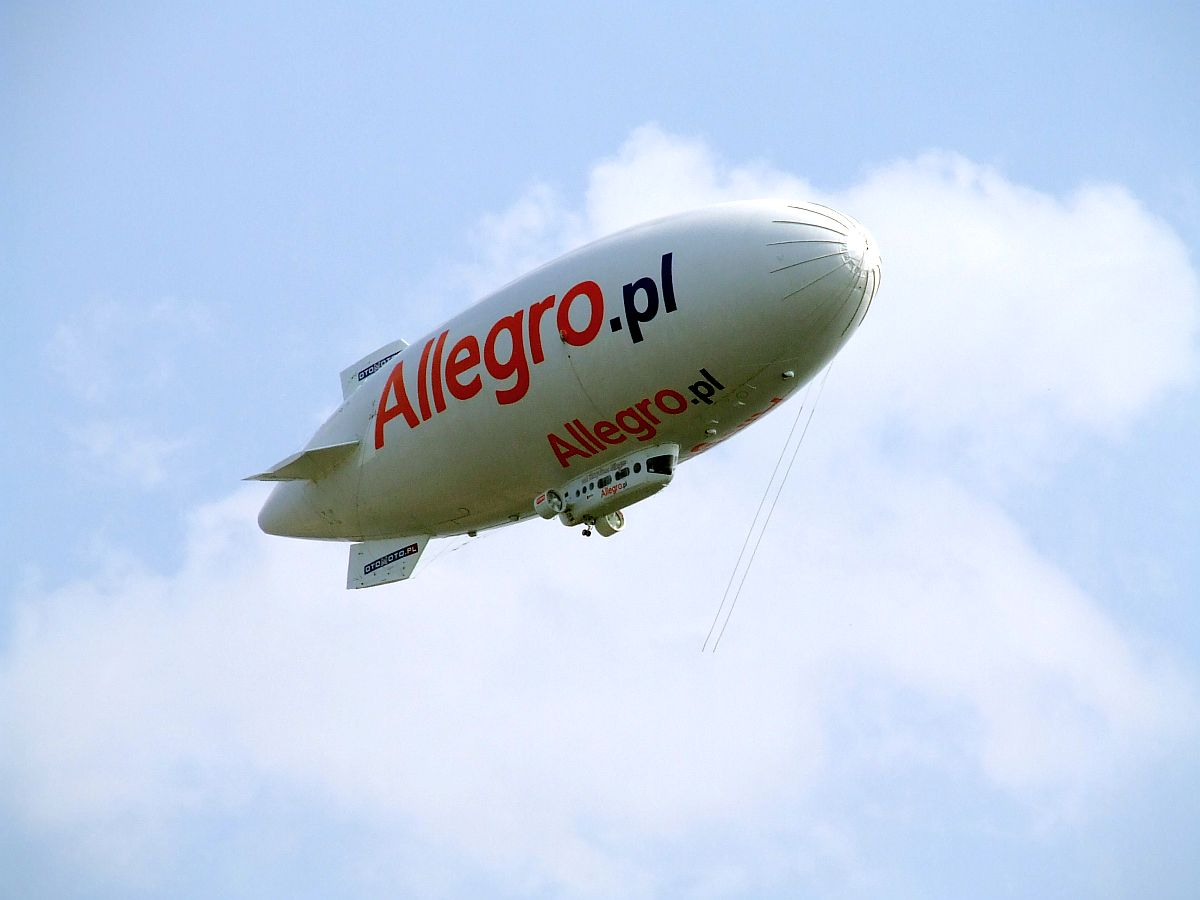
Sterowiec reklamujący Allegro nad Poznaniem

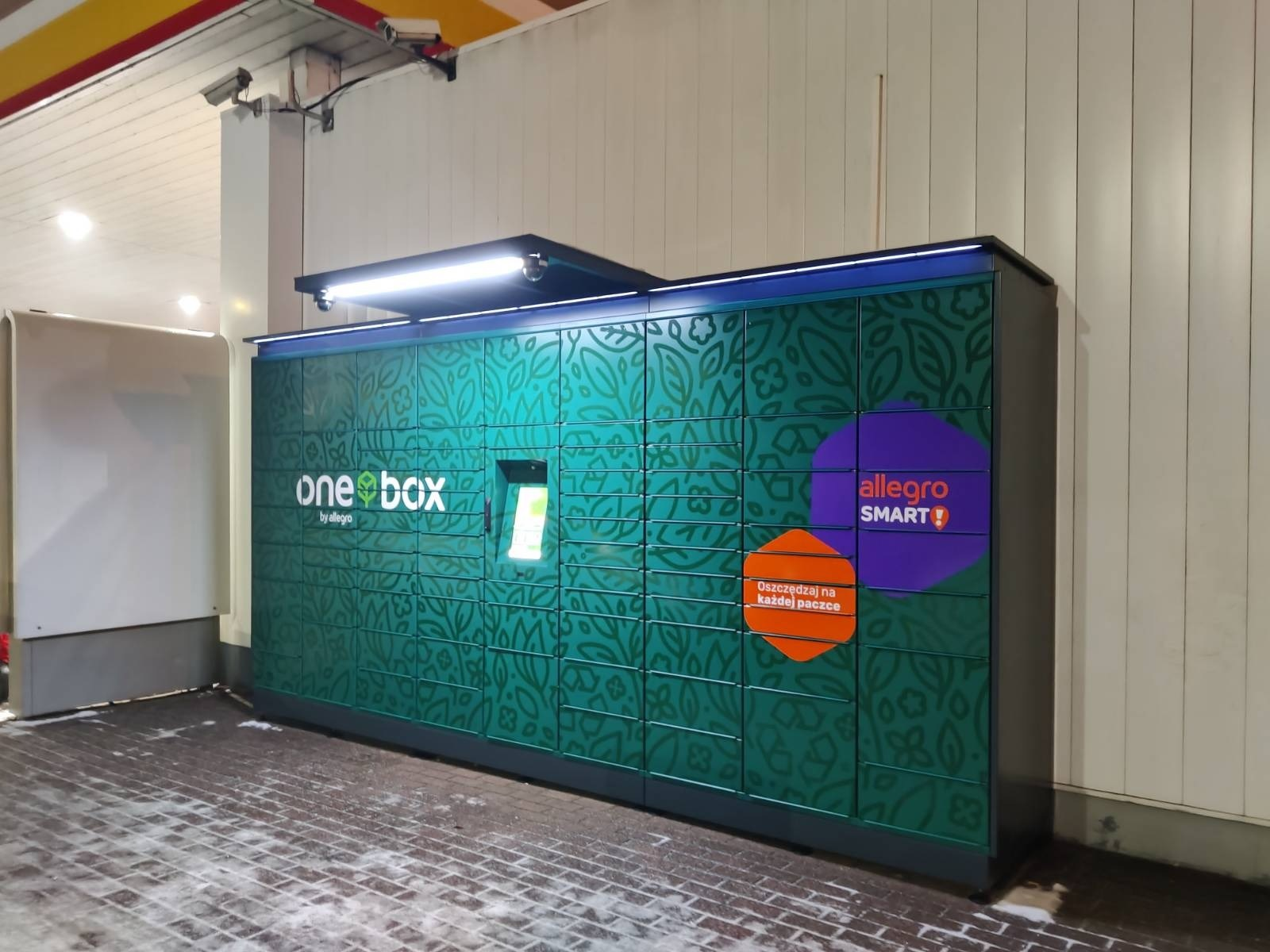
Automat paczkowy One Box by Allegro w Grudziądzu

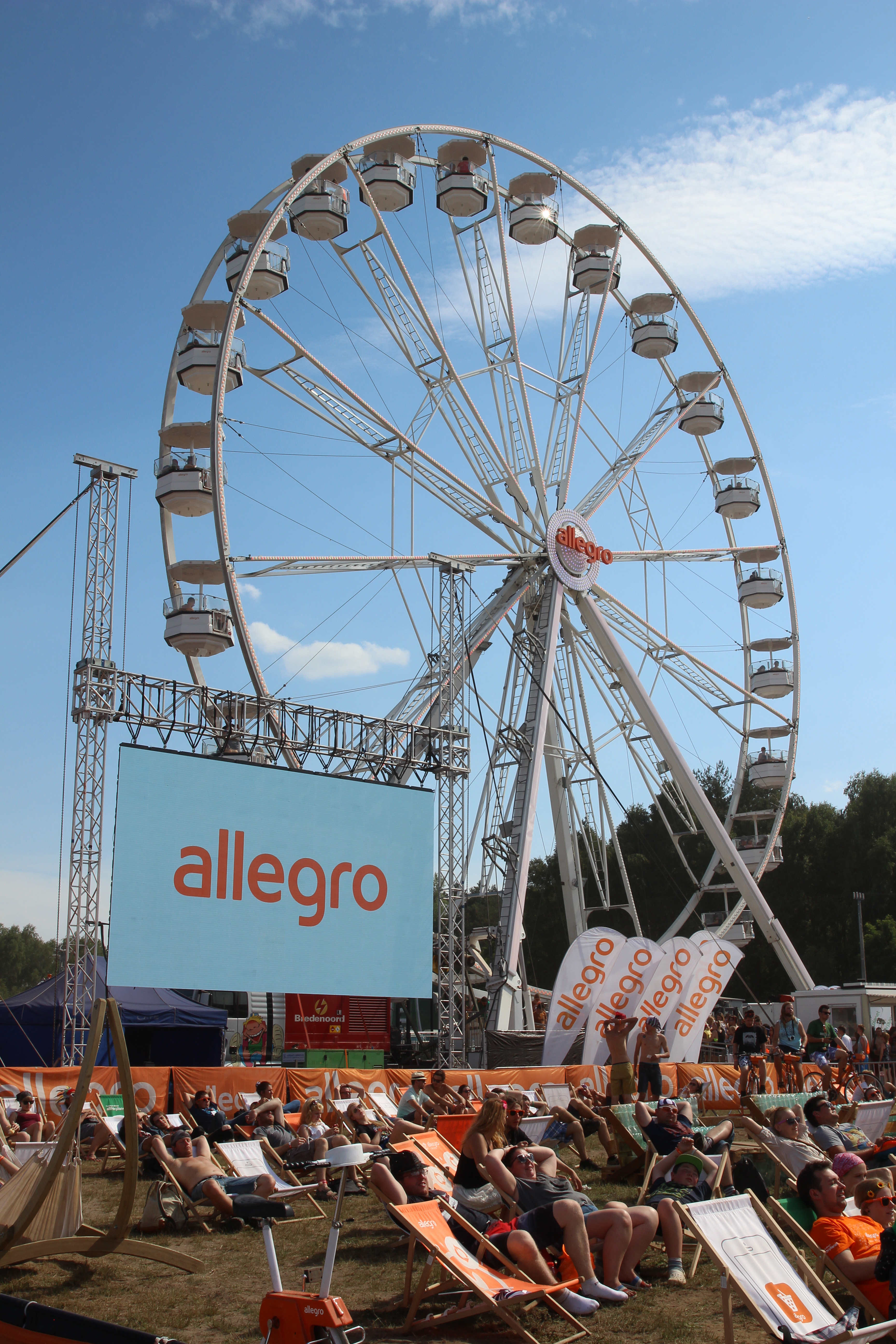
Diabelski młyn w strefie Allegro na Przystanku Woodstock (2015)

Allegro – polska platforma e-handlu działająca na terenie Polski, Czech, Słowacji oraz Węgier, prowadzona przez Allegro Sp. z o.o. z siedzibą w Poznaniu. Allegro jest największą platformą e-commerce pochodzącą z Europy pod względem liczby odwiedzin (2023).
Spółka działa w ramach grupy holdingowej Allegro.eu z siedzibą w Luksemburgu, której głównymi udziałowcami są fundusze inwestycyjne Cinven, Permira i Mid Europa Partners. Od 2020 roku Allegro.eu notowane jest na Giełdzie Papierów Wartościowych (GPW) w Warszawie. W skład grupy Allegro.eu wchodzą: porównywarka cen Ceneo.pl, oferująca usługi finansowe spółka Allegro Pay Sp. z o.o., Allegro.pl, które bezpośrednio lub pośrednio kontroluje eBilet Polska Sp. z o.o., czy działające poza Polską Grupę MALL, WE|DO, CZC i Mimovrste.

## Działanie
Allegro to internetowa platforma handlowa, na której swoje produkty sprzedają średnie i małe firmy, jak również duże marki. Możliwe jest również wystawianie na sprzedaż przedmiotów przez jej użytkowników w ramach Allegro Lokalnie (platforma dla okazjonalnych sprzedających, oferujących najczęściej rzeczy z drugiej ręki), pobierając za to określone prowizje. Dzięki coraz szerszemu dostępowi do Internetu, z serwisu popularnego początkowo wśród kolekcjonerów Allegro z czasem stało się platformą łączącą sklepy, marki i zawodowych sprzedawców z kupującymi, dostępną poprzez przeglądarki i aplikacje.
Poprzez domenę Allegro.com platforma udostępnia oferty wystawiane na Allegro.pl na terenie Unii Europejskiej i umożliwia europejskim sprzedawcom handel na Allegro. W Czechach platforma działa na domenie Allegro.cz, na Słowacji na domenie Allegro.sk, a na Węgrzech poprzez Allegro.hu.
W ramach Allegro Charytatywni klienci mogą wystawiać oferty charytatywne, a zarejestrowane organizacje mogą otwierać specjalne zbiórki. Wśród usług Allegro są Allegro Smart! (darmowe dostawy po jednorazowej zapłacie za dostęp) i Allegro Pay (odłożenie płatności za zakupy w czasie lub rozbicie jej na raty). Allegro posiada też sieć automatów paczkowych pod własną marką i powierzchnię magazynową dla sprzedających.
Po przejęciu marek MALL, WE|DO, Mimovrste i CZC w 2022 roku, Allegro działa w łącznie sześciu krajach regionu (Polska, Czechy, Słowacja, Węgry, Chorwacja i Słowenia).
Według Raportu Wpływu, sporządzonego na koniec 2023 roku przez firmę KPMG na zlecenie Allegro, platforma generuje około 1% polskiego Produktu Krajowego Brutto (PKB) i wartości dodanej polskiej gospodarki, a dzięki jej działalności pracę w polskiej gospodarce ma około 140 tys. osób, których łączne wynagrodzenie sięga około 8 mld złotych.

## Historia
Allegro powstało w 1999 roku w Poznaniu, założone przez tamtejszą spółkę Surf Stop Shop. Pomysłodawcą był Holender Arjan Bakker zainspirowany amerykańskim serwisem aukcyjnym eBay. Twórcą pierwszego oprogramowania i nazwy firmy był Tomasz Dudziak. Pierwsza informacja prasowa o starcie serwisu ukazała się 13 grudnia 1999 roku w magazynie komputerowym Chip i tę datę przyjmuje się za oficjalny start platformy. Pierwszą siedzibą spółki była piwnica w hurtowni sprzętu komputerowego prowadzonej przez założycieli portalu, a na pierwszej aukcji zaoferowano kamerę USB. Kilka miesięcy po starcie firmę przejęła specjalizująca się w budowie serwisów aukcyjnych brytyjska grupa QXL Ricardo za 75 tys. dolarów, pozostawiając założycieli w kierownictwie firmy.
W kwietniu 2001 roku miała miejsce milionowa aukcja. W tym samym roku Allegro wprowadziło prowizje i wypracowało pierwszy zysk. Dzięki umowom na promocje aukcji z portalami internetowymi liczba użytkowników wzrosła do kilkuset tysięcy w ciągu kilku pierwszych lat.
Po pęknięciu bańki internetowej spółka pogrążyła się w konflikcie właścicielskim między założycielami a QXL Ricardo, wywołanym odmienną wizją rozwoju serwisu. Po wejściu serwisu eBay do Polski strony zakończyły spór ugodą w 2006 roku, na mocy której QXL Ricardo na nowo przejęło kontrolę nad Allegro. Firma zaczęła przejmować takie serwisy jak OtoMoto czy porównywarkę cen Ceneo oraz zmieniać interfejs.
W 2008 roku południowoafrykański koncern mediowy Naspers, właściciel Gadu-Gadu w Polsce, kupił spółkę Tradus (dawniej QXL Ricardo) za około 1 mld funtów, czyli ok. 1,5 mld euro, stając się nowym właścicielem Allegro. W czerwcu 2009 roku Naspers, poprzez należącą do niego spółkę MIH Allegro B.V., wezwał do sprzedaży 100% akcji notowanej na warszawskiej giełdzie firmy Bankier.pl S.A. – właściciela między innymi portali Bankier.pl i Mojeauto.pl. Po przejęciu wszystkich akcji Bankier.pl S.A. został wycofany z giełdy w 2010 roku.
Od 2011 roku spółki QXL Poland, OtoMoto, Ceneo, Bankier i Internet Service działały w Grupie Allegro w ramach spółki MIH Allegro. Serwis funkcjonował w Czechach (pod nazwą Aukro.cz), w Niemczech (Allegro.de), Rosji (Molotok.ru), czy na Ukrainie (jako Aukro.ua), by ostatecznie skoncentrować się na rynku polskim.
W 2015 roku wydawnictwo Bonnier Business Polska, właściciel m.in. Puls Biznesu, kupiło od Allegro serwis Bankier.pl. W tym samym roku portal Wykop.pl – w grupie od 2012 roku – został sprzedany pierwotnemu właścicielowi, spółce Garvest.
W 2016 roku liczba zawieranych na Allegro transakcji wyniosła blisko 14 milionów miesięcznie, a trzy fundusze inwestycyjne: Cinven, Permira i Mid Europa Partners przejęły platformę za 3,25 mld dolarów.
W październiku 2020 roku Allegro.eu zadebiutowało na warszawskiej Giełdzie Papierów Wartościowych po największej podówczas ofercie publicznej w historii parkietu. W tym samym roku grupa przejęła spółkę finansową FinAi, na bazie którego stworzyła Allegro Pay, a tuż po debiucie powiększyła swój udział w eBilet Polska Sp. z o.o. do 100% akcji, dokupując pozostałe 20%.
W czerwcu 2021 roku Allegro zaczęło budowanie własnej sieci automatów paczkowych One Box, a w październiku tego roku Allegro kupiło firmę kurierską X-press Couriers, która 1 kwietnia 2022 roku została połączona ze spółką Allegro.
W listopadzie 2021 roku Allegro ogłosiło przejęcie m.in. czeskiej Grupy Mall – regionalnej platformy e-commerce, oraz WE|DO – firmy logistycznej z siedzibą w Czechach. Ta największa transakcja w historii firmy została sfinalizowana 1 kwietnia 2022 roku. Allegro zapłaciło łącznie 881 mln euro (ok. 4,1 mld złotych) za 100% udziałów w Mall Group i WE|DO i zwiększyło obszar działalności do sześciu krajów Europy Środkowo-Wschodniej. Z powodu pogorszających się globalnych warunków rynkowych wywołanych wojną na Ukrainie i inflacją, Allegro przeprowadziło test na utratę wartości zakupionych aktywów i uwzględnienie niepieniężnego odpisu w wysokości 2,29 mld złotych w trzecim kwartale 2022 roku.
W lutym 2022 roku wystartowała domena Allegro.com, która umożliwia kupowanie i sprzedawanie na Allegro na terenie Unii Europejskiej. Jest ona dostępna w językach angielskim, czeskim i ukraińskim. W maju 2023 roku wystartowała platforma Allegro.cz w Czechach, w marcu 2024 ruszyła platforma Allegro.sk na Słowacji, a w październiku 2024 - Allegro.hu na Węgrzech.

## Współpraca
- Co roku Allegro organizuje aukcje internetowe dla Wielkiej Orkiestry Świątecznej Pomocy. Do 2023 roku zebrano w ten sposób 178 mln złotych na rzecz poszczególnych zbiórek finałowych WOŚP[30].
- Allegro było partnerem programu bonusowego Payback w latach 2009–2016[31].
- Od 2018 roku Allegro jest partnerem strategicznym międzynarodowego programu edukacyjnego Szkoła Pionierów PFR dla początkujących przedsiębiorców, naukowców i wizjonerów technologicznych[32].
- Od 2019 roku Allegro jest partnerem Centralnego Domu Technologii, wspierając multidyscyplinarne podejście do nauczania i uczenia się w nurcie STEAM (Science, Technology, Engineering, Arts, Mathematics)[33].
- Od 2018 roku Allegro jest partnerem Szlachetnej Paczki, realizując program wolontariatu pracowniczego pod egidą Allegro Foundation, a także akcję Szlachetny Koszyk. W 2022 roku wsparcie od klientów Allegro w ramach akcji Szlachetny Koszyk wynosiło 713 tys. zł[34].
- 21 marca 2018 roku Allegro rozpoczęło współpracę ze Stowarzyszeniem „Nigdy Więcej”, które wsparło serwis w usuwaniu aukcji, na których sprzedawano przedmioty zawierające symbolikę nazistowską i rasistowską[35].
- W 2022 roku Allegro włączyło się w pomoc Ukrainie w obliczu rosyjskiej inwazji. Łączna wartość pomocy w postaci charytatywnych „cegiełek” dla klientów, aukcji na platformie Allegro Charytatywni, czy darowizn przekazanych przez Allegro wyniosła ponad 11,7 mln zł[36].

## Serwisy Allegro

### Serwisy polskojęzyczne
- Allegro.pl
- Ceneo.pl
- eBilet.pl

### Serwisy zagraniczne
- Allegro.com
- Mall.cz
- Mall.sk
- Mall.hu
- Mall.hr
- Czc.cz
- Wedo.cz
- Mimovrste.com
- Allegro.cz
- Allegro.sk
- Allegro.hu